# Askøybron
Askøybron (norska: Askøybroen eller Askøybrua) är en hängbro  i Vestland fylke i västra Norge, där fylkesväg 562 korsar Byfjorden mellan Bergens kommun och Askøy kommun. Den förbinder ön Askøy med fastlandet vid staden Bergen. Bron började byggas 1989 och invigdes 1992.
Bron har en totallängd på 1057 meter och ett brospann på 850 meter. Tornhöjden är 152 meter och största segelbara höjden uppgår till 65 meter. Bron har ett körfält i vardera riktningen samt gång- och cykelbana.
Askøybron var Norges längsta hängbro tills Hardangerbron öppnades 2013.